# Museruola

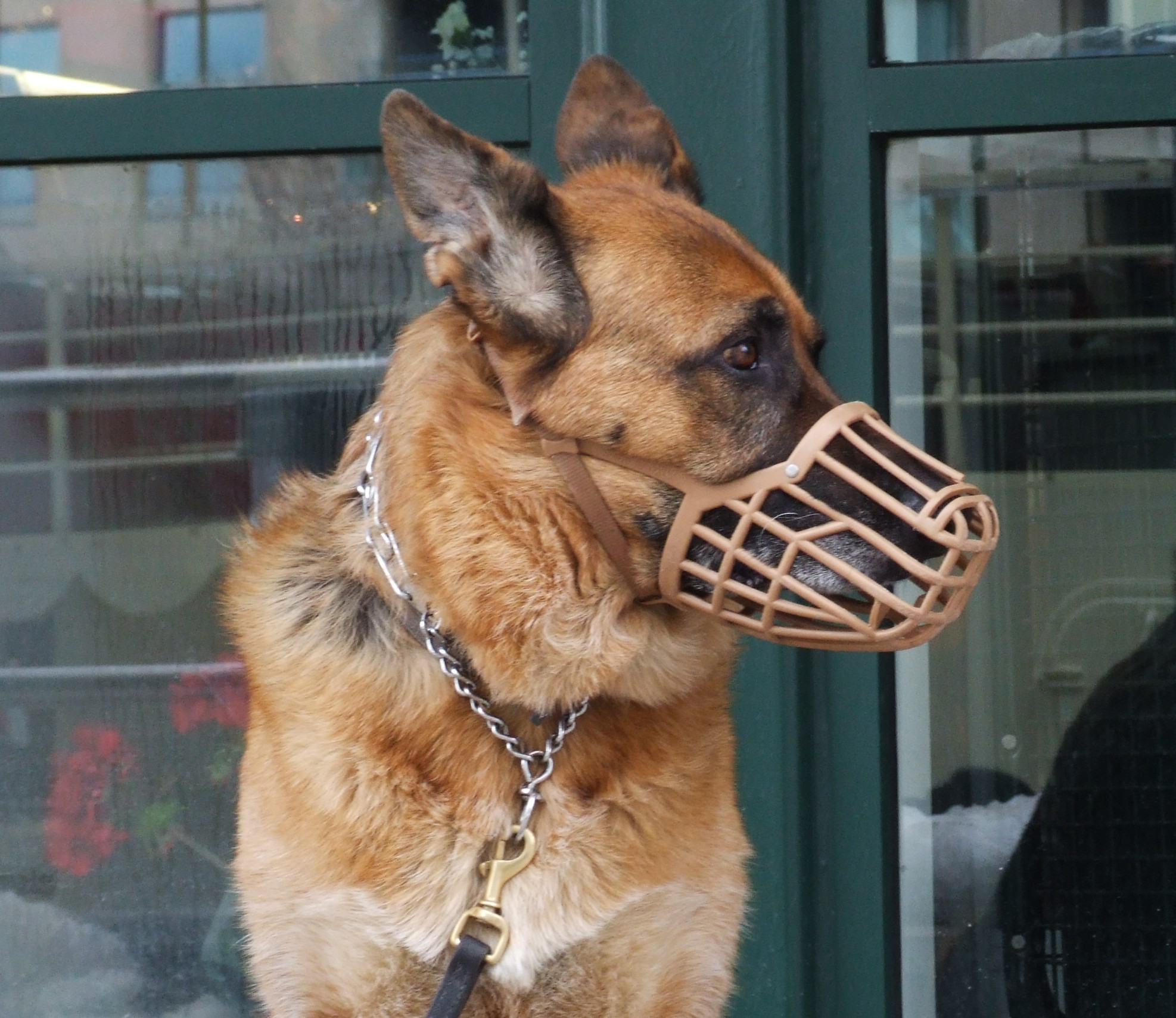
Un cane da pastore tedesco con museruola.

Una museruola, più raramente musarola, è un dispositivo costituito da una piccola gabbia (in metallo, cuoio o giunco) collegata ad un sistema di cinghie che permettono di posizionarlo sul muso degli animali (fond. cani, buoi ed equini) per impedir loro di mordere e/o di mangiare.
Non va confusa con il collare elisabettiano.
Nel corso del Rinascimento venne sviluppata una forma di museruola per esseri umani da utilizzarsi come strumento di tortura/punizione, la mordacchia.